# Giuseppe Ceppetelli
Giuseppe Ceppetelli, né le 15 mars 1846 à Rome et mort le 12 mars 1917 dans la même ville, est un prélat catholique italien ayant été Patriarche latin de Constantinople Titulaire de 1903 jusqu'à sa mort. 
Il est ordonné en 1970 lors du samedi saint, puis consacré en tant qu'évêque par le Cardinal-vicaire de Rome Raffaele Monaco La Valletta en 1882 avec comme co-consécrateurs Giulio Lenti (pt) et Placido Maria Schiaffino. Il ordonne le jeune Angelo Giuseppe Roncalli (22 ans) futur Jean XXIII, en tant que prêtre le 10 août 1904. 
Il meurt à la veille de son 71e anniversaire en 1917 et est enterré à Rome.